# Nature Cell Biology
Nature Cell Biology (abrégé en Nat. Cell Biol.) est une revue scientifique à comité de lecture spécialisée dans tous les aspects de la recherche fondamentale en biologie cellulaire.
D'après le Journal Citation Reports, le facteur d'impact de ce journal était de 19,679 en 2014. L'actuelle directrice de publication est Sowmya Swaminathan.